# Amblyeleotris taipinensis
Amblyeleotris taipinensis  es una especie de peces de la familia de los Gobiidae en el orden de los Perciformes.

## Morfología
Los machos pueden llegar a alcanzar los 4,4 cm de longitud total.

## Distribución geográfica
Se encuentra en el Mar de la China Meridional. 

## Observaciones
Es inofensivo para los humanos. 